# 15264 Delbrück
15264 Delbrück è un asteroide della fascia principale. Scoperto nel 1990, presenta un'orbita caratterizzata da un semiasse maggiore pari a 2,4280667 UA e da un'eccentricità di 0,1287480, inclinata di 2,29470° rispetto all'eclittica.